# Malí en los Juegos Olímpicos de Pekín 2008
Malí estuvo representado en los Juegos Olímpicos de Pekín 2008 por un total de 17 deportistas, 3 hombres y 14 mujeres, que compitieron en 4 deportes.
El portador de la bandera en la ceremonia de apertura fue el practicante de taekwondo Daba Modibo Keïta. El equipo olímpico maliense no obtuvo ninguna medalla en estos Juegos.